# Luigi Ferdinando Marsigli

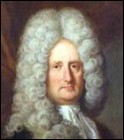
Luigi Ferdinando Marsigli

Luigi Ferdinando Marsigli (latinizat Marsilius, n. 10 iulie 1658, Bologna, Statul Pontifical – d. 1 noiembrie 1730, Bologna) a fost un conte italian, geolog, matematician, botanist și ofițer aflat în slujba Sfântului Imperiu Romano-German. 
A luptat contra turcilor, pentru Republica Venețiană și pentru împăratul Leopold I de Habsburg. În 1683 a căzut prizonier și a cunoscut condiția de sclav. După aproape un an petrecut în captivitate, a fost eliberat prin răscumpărare, apoi a reintrat în slujba împăratului romano-german.
A participat la trasarea frontierei dintre Imperiul Otoman, Republica Venețiană' și Imperiul Romano-German.

## Opere
- it  Autobiografia di L. F. Marsigli, Apărută la R. Accademia delle Scienze dell' Instituto di Bologna sub îngrijirea lui E. Lavarini, Bologna: Editura N. Zanichelli, 1930